# Isla de Wrangel
La isla de Wrangel (en ruso: Остров Врангеля, romanizado: Óstrov Vránguelia) es una isla del Ártico, localizada entre el mar de Chukchi y el mar de Siberia Oriental, en el meridiano 180°, a 140 km de la costa de Siberia, de la que la separa el estrecho de De Long. Con una longitud de 150 km y 125 km, en su mayor anchura, tiene una superficie de 7608 km² (155.ª del mundo por superficie).
Administrativamente, pertenece al distrito autónomo de Chukotka de la Federación de Rusia.
En el año 2004 la isla de Wrangel fue inscrita como integrante del Patrimonio de la Humanidad de la Unesco.
La isla lleva el nombre del barón Ferdinand von Wrangel (1797-1870), que emprendió en 1820 un viaje de investigación a la isla tras observar los vuelos de partida de las aves del Norte e interrogó a la población nativa chucota. Nunca encontró la isla, pero lleva el nombre en su honor.

## Geografía

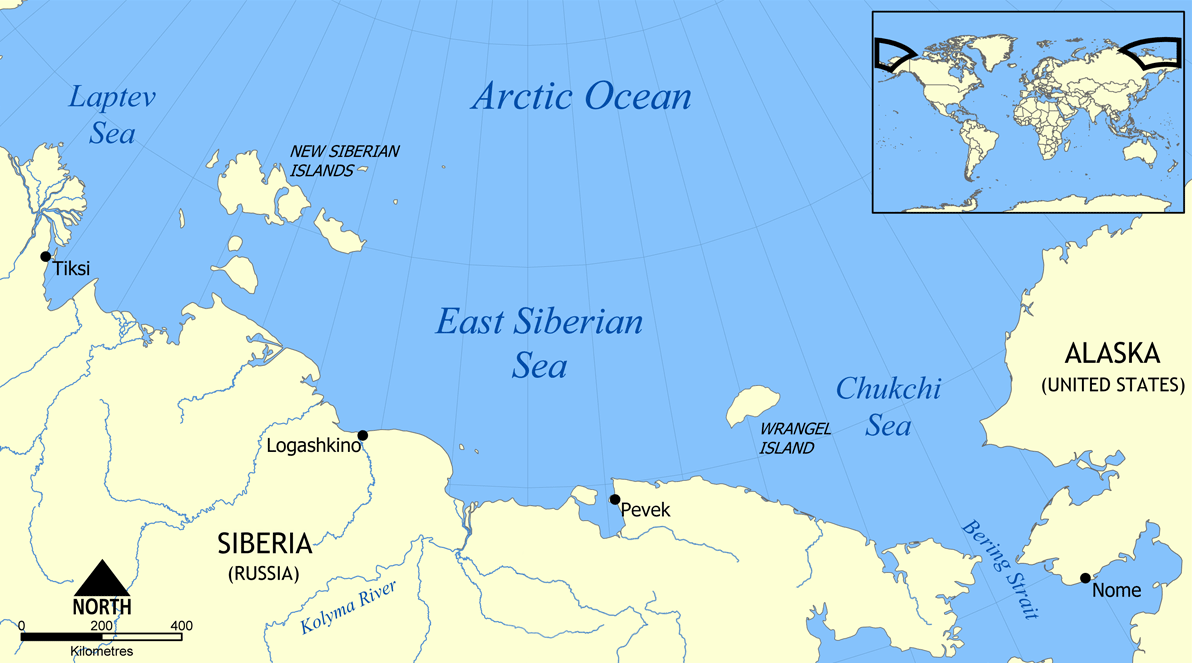
Mapa del mar de Siberia Oriental en el que aparece la isla de Wrangel

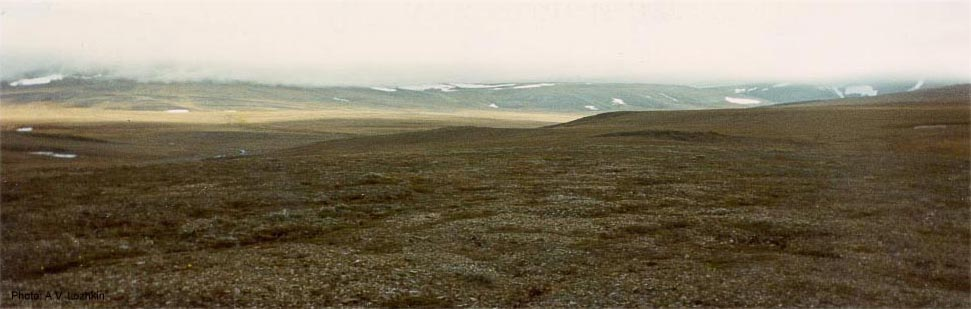
Paisaje de tundra de la isla de Wrangel

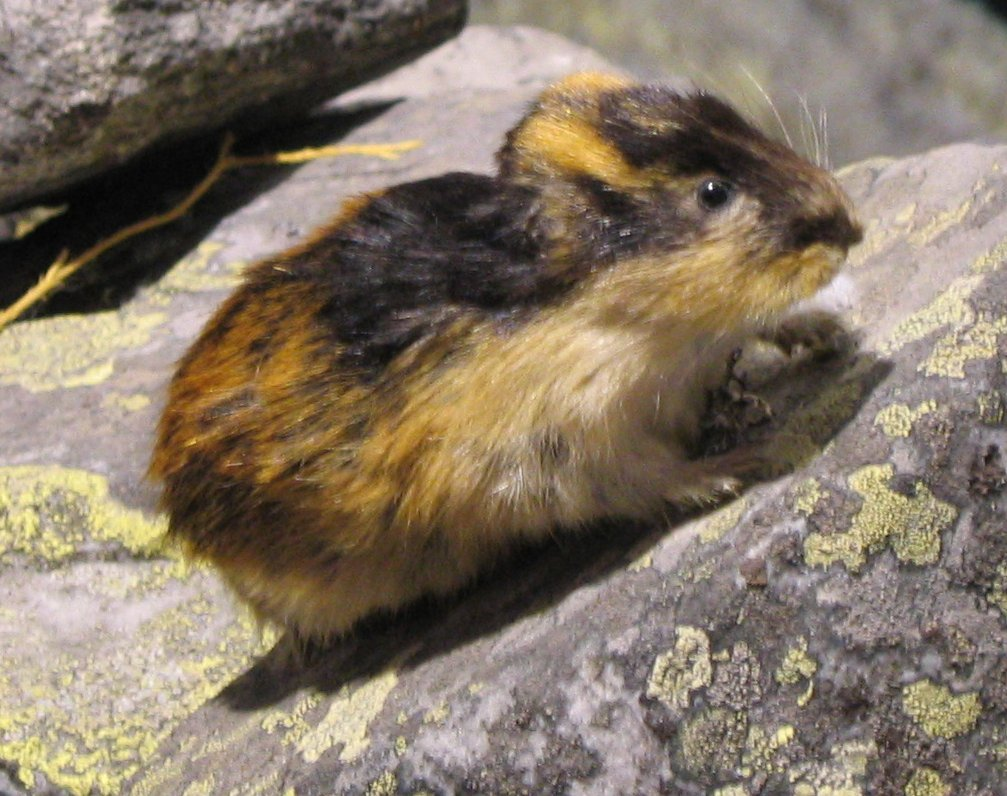
Fotografía de un lemming

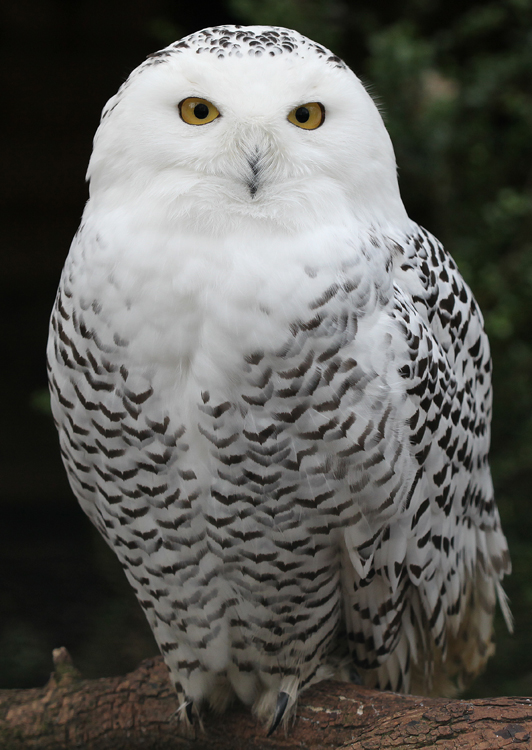
Hembra de búho nival

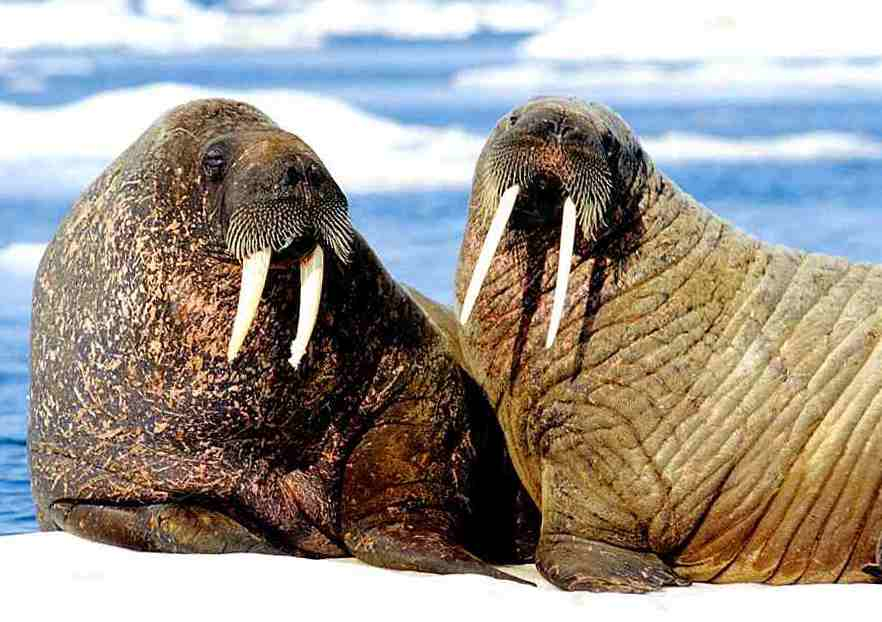
Morsas

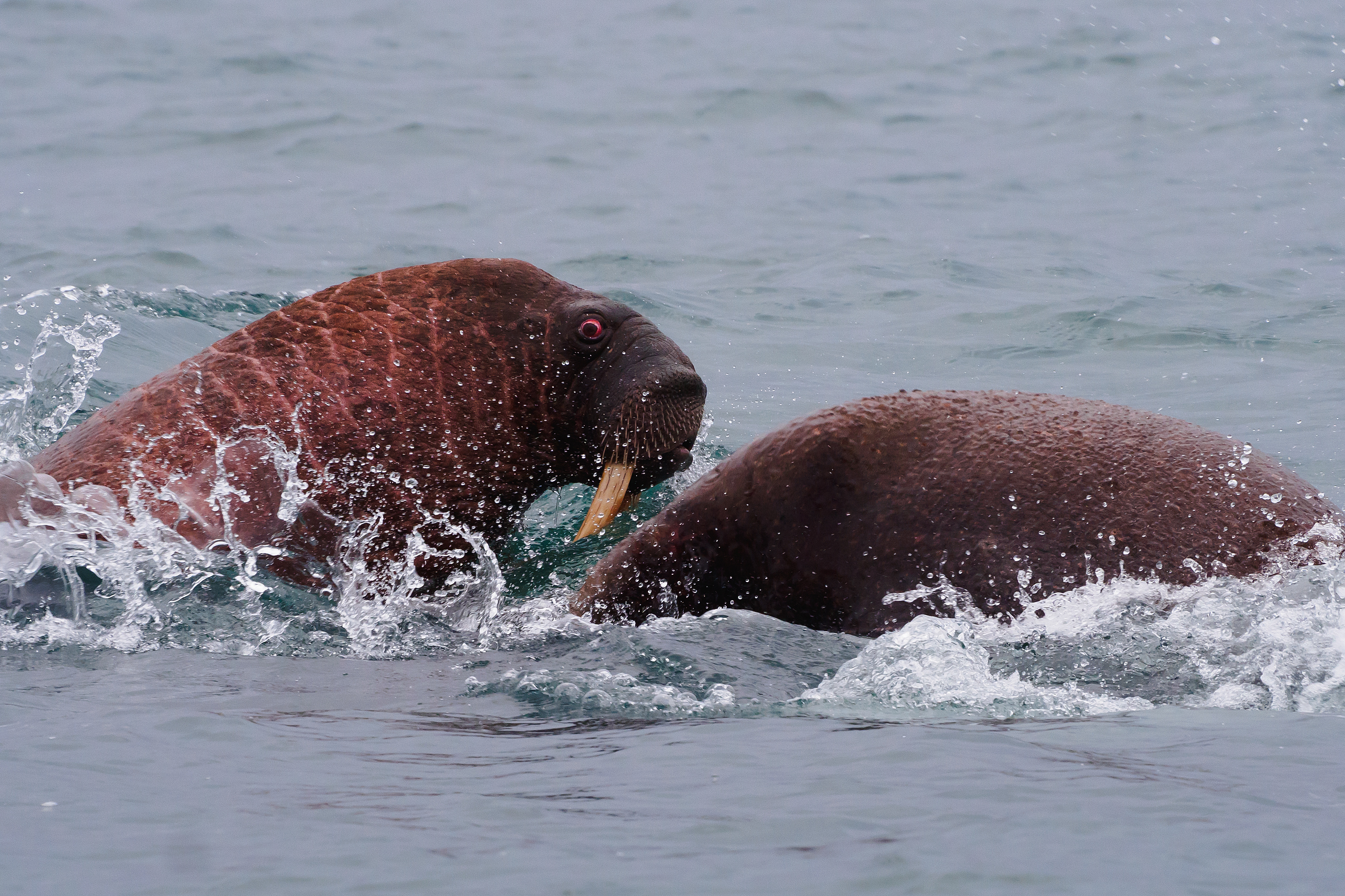
Odobenus rosmarus cerca de la isla de Wrangel.

La isla está cubierta, en su parte central y meridional, por dos macizos montañosos erosionados, de orientación este-oeste. El punto más alto de la isla, el monte Sovétskaya (1093 m), está situado al sur de la isla. Las montañas del centro están recorridas por numerosos valles protegidos, que se benefician de unas condiciones meteorológicas comparativamente más leves durante el breve verano ártico. La mitad norte de la isla consiste en grandes llanuras bajas, salpicadas de numerosos lagos y ríos (5 de ellos con más de 50 km de largo). Las llanuras de tundra menos extensa cubren la costa sureste. Las costas son variadas, con altos acantilados, lagunas costeras, humedales y playas de arena, rocas o guijarros.

## Ecosistema
El Sistema natural de la Reserva de la isla de Wrangel, inscrito en el Patrimonio de la Humanidad de la Unesco en 2004, incluye la isla de Wrangel, la isla Herald, un islote rocoso situado a 60 km al este de la isla de Wrangel, y una zona marítima de 12 millas marinas alrededor de cada isla, con un total de la unidad 19 163 km².
La Reserva de la isla de Wrangel es un ecosistema insular autónomo. Es evidente que ha sufrido un largo proceso evolutivo sin interrupción por la glaciación que ha cubierto la mayor parte del Ártico durante el Cuaternario. El número y tipo de plantas endémicas, la diversidad de comunidades vegetales, la rápida sucesión y los mosaicos de tipos de tundra, la presencia de colmillos y cráneos relativamente recientes de mamuts, la variedad de tipos de terrenos y formaciones geológicas en un pequeño espacio geográfico son todos testigos de la rica historia natural de Wrangel y su lugar único en la evolución del Ártico. Además, el proceso continúa como se puede observar, por ejemplo, con las densidades excepcionalmente altas y los comportamientos particulares de poblaciones de lemmings de Wrangel en comparación con otras poblaciones en el Ártico o adaptaciones físicas de los renos de Wrangel, que ahora podrían ser parte de una población distinta de la del continente. Las estrategias de interacción entre especies están muy desarrolladas y son visibles en toda la isla, especialmente cerca de los nidos búhos nivales, que actúan como protectorado de otras especies y balizas para las especies migratorias, alrededor de las madrigueras de zorros.
La Reserva de la isla de Wrangel tiene el más alto nivel de biodiversidad en el alto Ártico. La isla es una zona de anidación para la única población asiática de ganso nival, que poco a poco está recuperándose de unos niveles sumamente bajos. Las islas son el hogar de las mayores colonias de aves marinas del mar de Chukchi y son los sitios de anidación más septentrionales de más de 100 especies de aves migratorias, incluyendo varias en peligro como el halcón peregrino. Ellos tienen importantes poblaciones de especies de aves residentes en la tundra, mezcladas con especies migratorias del Ártico y otros lugares, y tienen la mayor densidad de guaridas ancestrales del oso polar. La isla de Wrangel cuenta con la mayor población de morsas del Pacífico, con cerca de 100 000 ejemplares que se congregan en cualquier tiempo, en una de las grandes colonias costeras de la isla. Dado que la isla de Wrangel tiene una alta diversidad de hábitats y climas y que las condiciones varían considerablemente de un lugar a otro, prácticamente nunca ha habido una desaparición total de la reproducción de una especie, lo que dado el tamaño relativamente pequeño de la región es extremadamente inusual en el alto Ártico.

## Clima
La isla de Wrangel tiene un clima de tipo polar. Los inviernos son muy fríos y los veranos frescos. En febrero, el mes más frío, la temperatura media diaria se aproxima a -30 °C. En julio, el mes más caluroso, la temperatura media diaria supera ligeramente los 0 °C. Las aguas frías del océano Ártico desempeñan un papel moderador y ayudan a mantener bajas temperaturas a lo largo del año. La precipitación es baja y se llevan a cabo principalmente en verano. La nieve no cubre el suelo más que unos 79 días por año de promedio. El viento sopla con fuerza la mayor parte del año (promedio anual de velocidad del viento: 5 m/s). La niebla es frecuente.
| Parámetros climáticos promedio de Isla de Wrangel (1991-2020) | Parámetros climáticos promedio de Isla de Wrangel (1991-2020) | Parámetros climáticos promedio de Isla de Wrangel (1991-2020) | Parámetros climáticos promedio de Isla de Wrangel (1991-2020) | Parámetros climáticos promedio de Isla de Wrangel (1991-2020) | Parámetros climáticos promedio de Isla de Wrangel (1991-2020) | Parámetros climáticos promedio de Isla de Wrangel (1991-2020) | Parámetros climáticos promedio de Isla de Wrangel (1991-2020) | Parámetros climáticos promedio de Isla de Wrangel (1991-2020) | Parámetros climáticos promedio de Isla de Wrangel (1991-2020) | Parámetros climáticos promedio de Isla de Wrangel (1991-2020) | Parámetros climáticos promedio de Isla de Wrangel (1991-2020) | Parámetros climáticos promedio de Isla de Wrangel (1991-2020) | Parámetros climáticos promedio de Isla de Wrangel (1991-2020) |
| Mes                                                           | Ene.                                                          | Feb.                                                          | Mar.                                                          | Abr.                                                          | May.                                                          | Jun.                                                          | Jul.                                                          | Ago.                                                          | Sep.                                                          | Oct.                                                          | Nov.                                                          | Dic.                                                          | Anual                                                         |
| ------------------------------------------------------------- | ------------------------------------------------------------- | ------------------------------------------------------------- | ------------------------------------------------------------- | ------------------------------------------------------------- | ------------------------------------------------------------- | ------------------------------------------------------------- | ------------------------------------------------------------- | ------------------------------------------------------------- | ------------------------------------------------------------- | ------------------------------------------------------------- | ------------------------------------------------------------- | ------------------------------------------------------------- | ------------------------------------------------------------- |
| Temp. máx. abs. (°C)                                          | 1.5                                                           | -0.2                                                          | 0.2                                                           | 2.5                                                           | 9.6                                                           | 17.6                                                          | 18.2                                                          | 16.7                                                          | 12.7                                                          | 9.3                                                           | 2.4                                                           | 2.0                                                           | 18.2                                                          |
| Temp. máx. media (°C)                                         | -18.5                                                         | -18.7                                                         | -17.4                                                         | -11.7                                                         | -2.5                                                          | 3.8                                                           | 6.5                                                           | 5.6                                                           | 2.8                                                           | -2.5                                                          | -8.4                                                          | -15.5                                                         | -6.4                                                          |
| Temp. media (°C)                                              | -21.8                                                         | -22.2                                                         | -21.0                                                         | -15.2                                                         | -5.1                                                          | 1.2                                                           | 3.6                                                           | 3.2                                                           | 1.0                                                           | -4.2                                                          | -10.8                                                         | -18.2                                                         | -9.1                                                          |
| Temp. mín. media (°C)                                         | -25.1                                                         | -25.7                                                         | -24.5                                                         | -18.8                                                         | -7.5                                                          | -0.7                                                          | 1.4                                                           | 1.4                                                           | -0.7                                                          | -6.3                                                          | -13.5                                                         | -21.0                                                         | -11.8                                                         |
| Temp. mín. abs. (°C)                                          | -42.0                                                         | -44.6                                                         | -45.0                                                         | -38.2                                                         | -31.5                                                         | -12.3                                                         | -4.9                                                          | -6.5                                                          | -21.4                                                         | -29.8                                                         | -34.9                                                         | -57.7                                                         | -57.7                                                         |
| Precipitación total (mm)                                      | 9                                                             | 10                                                            | 8                                                             | 7                                                             | 8                                                             | 9                                                             | 22                                                            | 22                                                            | 16                                                            | 16                                                            | 12                                                            | 9                                                             | 148                                                           |
| Nevadas (cm)                                                  | 6                                                             | 7                                                             | 7                                                             | 7                                                             | 6                                                             | 1                                                             | 0                                                             | 0                                                             | 0                                                             | 2                                                             | 5                                                             | 5                                                             | 46                                                            |
| Días de lluvias (≥ 1 mm)                                      | 0.1                                                           | 0.2                                                           | 0.03                                                          | 0.3                                                           | 4                                                             | 9                                                             | 14                                                            | 17                                                            | 11                                                            | 2                                                             | 1                                                             | 0.2                                                           | 58.8                                                          |
| Días de nevadas (≥ 1 mm)                                      | 13                                                            | 13                                                            | 12                                                            | 14                                                            | 17                                                            | 9                                                             | 3                                                             | 6                                                             | 15                                                            | 22                                                            | 16                                                            | 13                                                            | 153                                                           |
| Horas de sol                                                  | 2                                                             | 59                                                            | 195                                                           | 267                                                           | 199                                                           | 233                                                           | 226                                                           | 125                                                           | 73                                                            | 50                                                            | 4                                                             | 0                                                             | 1433                                                          |
| Humedad relativa (%)                                          | 79                                                            | 80                                                            | 80                                                            | 81                                                            | 85                                                            | 87                                                            | 88                                                            | 89                                                            | 86                                                            | 81                                                            | 79                                                            | 79                                                            | 82.8                                                          |
| Fuente n.º 1: Климат о. Врангеля                              |                                                               |                                                               |                                                               |                                                               |                                                               |                                                               |                                                               |                                                               |                                                               |                                                               |                                                               |                                                               |                                                               |
| Fuente n.º 2: NOAA (Horas de sol, 1961-1990)                  |                                                               |                                                               |                                                               |                                                               |                                                               |                                                               |                                                               |                                                               |                                                               |                                                               |                                                               |                                                               |                                                               |

- Temperatura más fría registrada: -57,7 °C (diciembre de 1926)
- Temperatura más caliente registrada: 18,2 °C (julio de 1927)

## Historia
A principios de 1820, el explorador ruso Ferdinand von Wrangel intentó en vano encontrar la isla. Fue descubierta en 1867 por el ballenero estadounidense Thomas Long, que la nombró en honor de Wrangel. Una expedición rusa fue enviada a la isla en 1911 y la isla fue reclamada por Rusia en 1916. El explorador canadiense de origen islandés Vilhjalmur Stefansson envió un equipo de colonos a la isla en 1921, con la intención de reclamar la isla para Canadá, pero salvo uno de los miembros, todos los integrantes del equipo perecieron. En 1924, un buque soviético expulsó por la fuerza a una pequeña colonia de Inuit establecidos allí por los EE. UU. en 1923. En 1926, la URSS estableció una colonia permanente en la isla, donde hoy en día hay una estación comercial y meteorológica (Ouchakovskoïe).

### Primeros asentamientos humanos y la extinción del mamut lanudo
En 1975 se descubrieron pruebas de una ocupación humana prehistórica en el sitio conocido como Chiórtov Ovrag, donde se encontraron varias herramientas de piedra y marfil, incluyendo un arpón. La datación por radiocarbono puso de manifiesto que la ocupación humana coincidió con los últimos mamuts de la isla, alrededor del 1700 a. C.. Aunque aún no se han encontrado pruebas directas de la caza de mamuts, esta ausencia de restos no se considera al día de hoy significativa para diferenciar entre las distintas hipótesis. La presencia de mamuts en la isla de Wrangel más de 5000 años después de su extinción en tierra firme y coincidiendo con la llegada del hombre, sí se considera una evidencia de que la hipótesis del cambio climático como causa del evento de extinción del Cuaternario no es coherente con la supervivencia del mamut lanudo en esta isla y la isla de Saint Paul, por lo que muchos autores defienden hoy que la causa más probable de la extinción del mamut fue la caza excesiva.
Una leyenda frecuente entre los chukchi siberianos cuenta de un jefe Krachái o Krahay que huyó con su pueblo (los krachaianos o krahays) a través del hielo para asentarse en las tierras del norte. Aunque la historia es mítica, se dio crédito a la existencia de una isla o continente hacia el norte por la migración anual de renos a través del hielo, así como por la aparición de puntas de lanza de pizarra lavada en las costas del Ártico, hechas de una manera desconocida por los chukchi.

### Primeras noticias
En 1764 el sargento cosaco Andréyev afirmó haber avistado la isla, llamándola «tierra Tikeguén» y encontró pruebas de sus habitantes, los Krahay. La isla lleva el nombre del barón Ferdinand von Wrangel (1797–1870), que, después de leer el informe de Andréyev y de escuchar las historias que contaban los chukchi de tierras e islas, y tras observar la dirección que tomaban las bandas de aves, realizó una expedición (1820–1824) para descubrir la isla, aunque no logró tener éxito.

### Expediciones británicas y americanas
En 1849, Henry Kellett, capitán del HMS Herald, puso pie y nombró la isla de Herald, y dijo haber visto otra isla al oeste; posteriormente, fue indicada en las cartas del Almirantazgo británico como «Tierra de Kellett».
En agosto de 1867, Thomas Long, un capitán ballenero americano, «se acercó a ella a unas quince millas. He llamado esta tierra del norte Tierra Wrangell [sic]... como un tributo apropiado a la memoria de un hombre que pasó tres años consecutivos al norte del paralelo 68°, y demostró la cuestión de este mar polar abierto hace cuarenta y cinco años, aunque otros, mucho más tarde han tratado de reclamar el mérito de ese descubrimiento».
George W. DeLong, comandante del USS Jeanette, condujo una expedición en 1879 tratando de llegar al Polo Norte, esperando ir por el «lado oriental de la tierra Kellett», que a su juicio se extendía mucho en el Ártico. Su barco quedó atrapado en la banquisa (en el hielo movible) y siguió a la deriva hacia el este, a la vista de Wrangel, antes de ser aplastado y hundido. Los primeros que pusieron pie en la isla de Wrangel, el 12 de agosto de 1881, fueron los miembros de una partida del USRC Thomas Corwin, que reclamaron la isla para los Estados Unidos. La expedición, bajo el mando de Calvin L. Hooper, fue a la búsqueda de la Jeannette y de dos balleneros desaparecidos, además de realizar una campaña de reconocimiento general. Incluía al naturalista John Muir, que publicó la primera descripción de la isla de Wrangel.

### Expedición Hidrográfica al Océano Ártico
En 1911, una expedición científica rusa, la Expedición Hidrográfica al Océano Ártico, dirigida por Borís Vilkitski con los rompehielos Vaigach y Taimyr, hizo tierra en la isla.

### Supervivientes de la Expedición Stefansson
En 1914, los supervivientes de la mal equipada Expedición Ártica canadiense, organizada por Vilhjalmur Stefansson, fueron abandonados allí durante nueve meses después de que su buque, el Karluk, fuera aplastado en los hielos. Los supervivientes fueron rescatados por la goleta a motor estadounidense King & Winge, después de que el capitán Robert Bartlett cruzara a pie el mar de Chukchi hasta Siberia para pedir ayuda.

### Fracaso de la segunda Expedición de Stefansson (1921)
En 1921 la isla de Wrangel se convertiría en el escenario de una de las tragedias de la historia ártica cuando Stefansson envió cinco colonos (un canadiense, tres estadounidenses, y una inuit) en un intento especulativo para reclamar la soberanía de la isla para Canadá. Los exploradores fueron seleccionados por Stefansson sobre la base de su anterior experiencia y credenciales académicas. Steffanson consideró que tenían conocimientos avanzados en geografía y ciencia suficientes para esta expedición. El primer grupo estaba integrado por el canadiense Allan Crawford, y los norteamericanos Fred Maurer, Lorne Knight y Milton Galle. En 1923, el único superviviente de esta expedición, la mujer inuit Ada Blackjack, fue rescatada por un barco que dejó otro grupo de 13 (el americano Charles Wells y otros 12 inuits). En 1924, la Unión Soviética deslojó a los miembros de este asentamiento y estableció el asentamiento que sobrevive hasta el día de hoy en la isla.

### Dominio soviético
En 1926, un equipo de exploradores soviéticos, equipado con suministros para tres años desembarcó en la isla de Wrangel. Las aguas estaban libres de hielo, lo que facilitó su llegada en 1926, pero los siguientes años la isla permaneció bloqueada. Los intentos de llegar a la isla por mar fueron infructuosos y se temía que el equipo no sobreviviría a su cuarto invierno.
En 1929, el rompehielos Fiodor Litke fue elegido para una operación de rescate. Navegó a partir de Sebastopol con el capitán Konstantín Dublitski al mando, llegando a Vladivostok el 4 de julio de 1929; ahí todos los marineros del mar Negro fueron relevados y sustituidos por personal local. Diez días más tarde, el Fiodor Litke navegó hacia el Norte, pasando sin complicaciones el estrecho de Bering, poniendo rumbo hacia el estrecho de De Long para intentar acercarse a la isla desde el sur. El 8 de agosto un vuelo de reconocimiento informó de que el hielo en el estrecho era infranqueable, y el Fiodor Litke se dirigió al norte, en dirección a isla Herald. No pudo escapar al hielo: el 12 de agosto el capitán apagó los motores para ahorrar carbón y tuvo que esperar dos semanas hasta que el hielo alivió la presión. Haciendo unos pocos cientos de metros al día, el Fiodor Litke alcanzó el asentamiento el 28 de agosto. El 5 de septiembre emprendieron el regreso con todos los exploradores a salvo. Esta operación le supuso al Fiodor Litke la orden de la Bandera Roja del Trabajo (20 de enero de 1930), así como placas conmemorativas para la tripulación.
En la década de 1930, la isla de Wrangel se convirtió en el escenario de una extraña historia, cuando cayó bajo la cada vez más arbitraria autoridad de Konstantín Semenchuk, designado su gobernador, que controlaba la población local y su propio personal, por medio de la abierta extorsión y el asesinato. Prohibió a los nativos cazar morsas, lo que les puso en peligro de inanición. Posteriormente, fue implicado en la misteriosa muerte de algunos de sus opositores, incluido el médico local. El posterior juicio en Moscú en junio de 1936 condenó a muerte a Semenchuk acusado de «bandidaje» y de la violación de la ley soviética.
Durante y después de la II Guerra Mundial muchos prisioneros de guerra alemanes de la SS Schutzstaffel y miembros del Ejército Ruso de Liberación de Andréi Vlásov fueron encarcelados y murieron en la isla de Wrangel.[cita requerida] Un preso que más tarde emigró a Israel, Efim Moshinski, afirma haber visto a Raoul Wallenberg allí en 1962.
Según algunos norteamericanos, incluido el grupo del Departamento de Estado Watch, ocho islas árticas actualmente controladas por Rusia, incluida la isla de Wrangel, son reclamadas por los Estados Unidos. Sin embargo, según el Departamento de Estado de los Estados Unidos dicha reclamación no existe. El Tratado de Límites Marítimos URSS/EE. UU., que todavía tiene que ser aprobado por la Duma rusa, no aborda la situación de estas islas.